# Lucien Bodard
Lucien Bodard (n. 9 ianuarie 1914, Chongqing, Szechwan⁠(d), Republica Chineză – d. 2 martie 1998, Paris, Île-de-France, Franța) a fost un reporter francez născut în China și scriitor despre evenimente din Asia de Est și de Sud-Est, cum ar fi independența națiunilor din Indochina de Franța și războiul din Vietnam.

## Viața
Bodard s-a născut pe 9 ianuarie 1914, la Chongqing (centrul Chinei), fiind fiul consulului francez Albert Bodard, care a stat câțiva ani în China, inclusiv în Chongqing, Chengdu, Kunming și Shanghai. A crescut vorbind limba chineză și vorbea mandarină fluent încă din copilărie. Mai târziu, s-a mutat la Kunming și Shanghai, după ce tatăl său a fost repartizat acolo. Înainte de a deveni adolescent, mama lui a decis să-l trimită înapoi în Franța pentru a studia într-o „școală decentă”.
Experiența și cunoștințele sale despre culturile asiatice, în special cea chineză și vietnameză, i-au oferit o perspectivă unică asupra evenimentelor care au zguduit lumea asiatică în prima jumătate a secolului al XX-lea. În 1944, și-a început cariera de jurnalist și a fost trimis în Orientul Îndepărtat pentru a acoperi diverse subiecte, cum ar fi războiul din Asia de sud-est și ascensiunea Chinei comuniste, Primul Război din Indochina. Treptat, a devenit unul dintre cei mai faimoși corespondenți de război francezi datorită muncii sale în timpul Primului Război din Indochina și la începutul Războiului American din Vietnam, războaie pe care le-a descris ulterior în mai multe cărți.
Pe măsură ce a înaintat în vârstă, în anii 1970, a început să scrie romane bazate în esență pe cunoștințele sale despre Asia, începând cu amintirile din copilăria sa în China. Stilul său bogat, baroc, detaliat și uneori umoristic a fost larg apreciat, iar el a câștigat mai multe premii literare franceze, inclusiv Prix Interallié pentru „Monsieur le consul”, o carte despre tatăl său în timp ce era consulul Franței la Chengdu și Premiul Goncourt pentru „Anne Marie”, o carte despre viața și personalitatea mamei sale. Ultima sa carte, „Le chien de Mao” (Câinele lui Mao), despre a treia soție a lui Mao Zedong, Jiang Qing, a fost publicată în 1998, anul morții sale.
A fost adesea comparat cu alți doi jurnaliști și romancieri francezi celebri din secolul al XX-lea, Albert Londres și Joseph Kessel.

## Cărți importante
- Războiul nisipurilor mișcătoare: Preludiu pentru Vietnam (1963)
- La Guerre d'Indochine (1965–1967)
- Monsieur Le Consul (Paris,: B. Grasset, 1973) a tradus: The French Consul (New York:Knopf, 1977)
- Le Fils Du Consul (Paris: Grasset, 1975) The Consul's Son (1975)
- Anne-Marie (1981)
- Le Chien de Mao (1998)

## Biografie
- Olivier Weber, Lucien Bodard, Un aventurier dans le siècle, Plon, 1997, 1021 pagini

## Documentar
- Lucien Bodard, dit Lulu le Chinois, un film de Olivier Weber și Michel Vuillermet, Franța 5, 1998
- Documentar 52': Lucien Bodard